# Boufféré
Boufféré ist eine Ortschaft und eine ehemalige französische Gemeinde mit 3.505 Einwohnern (Stand: 1. Januar 2022) im Département Vendée in der Region Pays de la Loire. Sie gehörte zum Arrondissement La Roche-sur-Yon und zum Kanton Montaigu. Die Einwohner werden Boufféréen genannt.
Mit Wirkung vom 1. Januar 2019 wurden die ehemaligen Gemeinden Boufféré, La Guyonnière, Montaigu, Saint-Georges-de-Montaigu und Saint-Hilaire-de-Loulay zur Commune nouvelle Montaigu-Vendée zusammengeschlossen und haben in der neuen Gemeinde der Status einer Commune déléguée. Der Verwaltungssitz befindet sich im Ort Montaigu.

## Geographie
Boufféré liegt am Maine und etwa 30 Kilometer südlich von Nantes. Umgeben wird Boufféré von den Ortschaften Saint-Hilaire-de-Loulay im Norden, Montaigu im Osten und Nordosten, Saint-Georges-de-Montaigu im Osten und Südosten, Les Brouzils im Süden, L’Herbergement im Süden und Südwesten, Saint-André-Treize-Voies im Südwesten sowie Vieillevigne im Westen.
An der Ortschaft entlang führen die Autoroute A83 und die frühere Route nationale 763.

## Bevölkerungsentwicklung
| Jahr                      | 1962 | 1968 | 1975  | 1982  | 1990  | 1999  | 2006  | 2012  |
| Einwohner                 | 872  | 895  | 1.103 | 1.237 | 1.423 | 1.766 | 2.434 | 3.086 |
| Quelle: Cassini und INSEE |      |      |       |       |       |       |       |       |

## Sehenswürdigkeiten

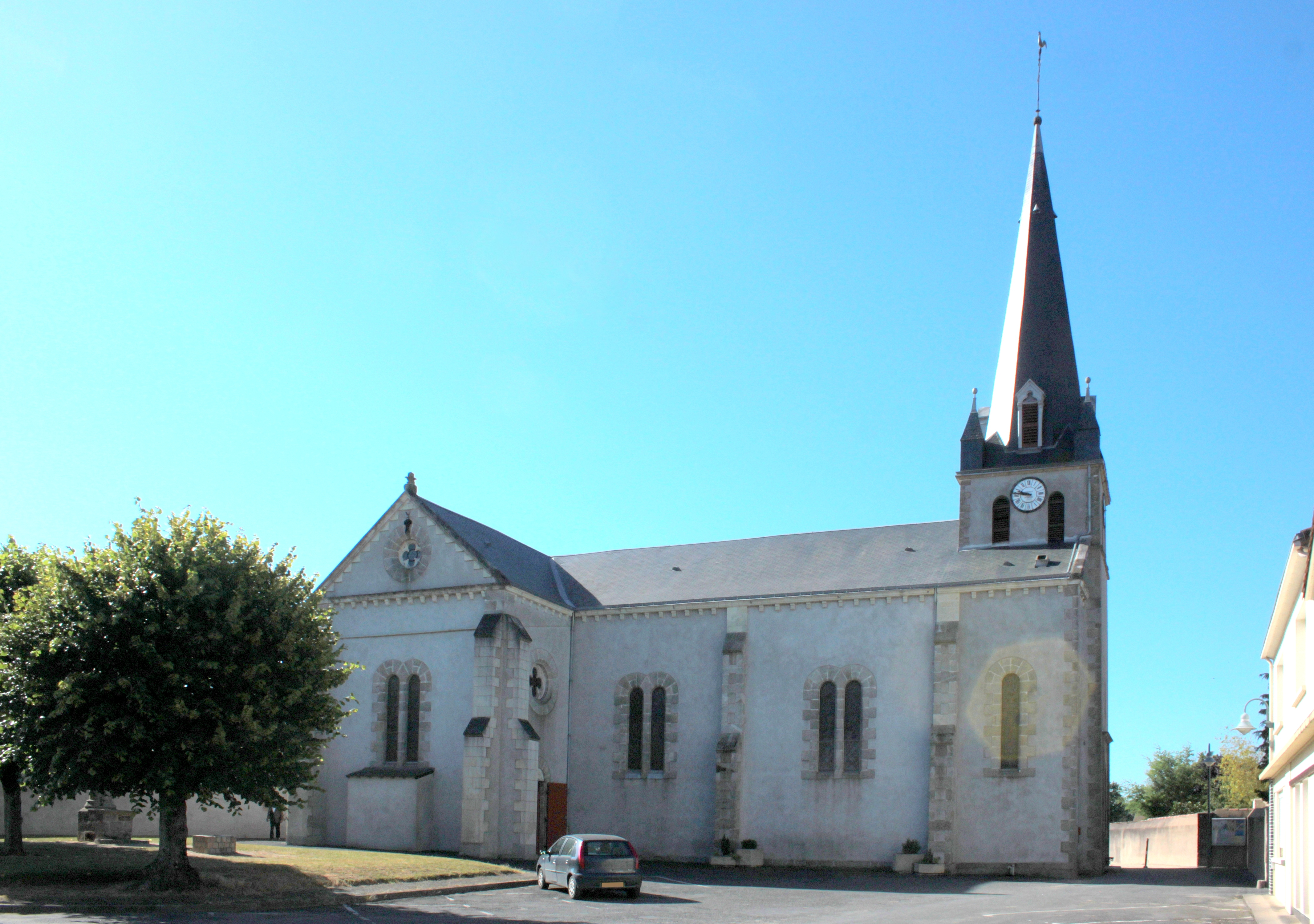
Kirche Notre-Dame de l’Assomption

- Kirche Notre-Dame de l’Assomption aus dem Jahre 1861
- Reste der Wasserburg La Sénardière
- Schloss Le Hallay mit Kapelle